# 全国“工人先锋号”

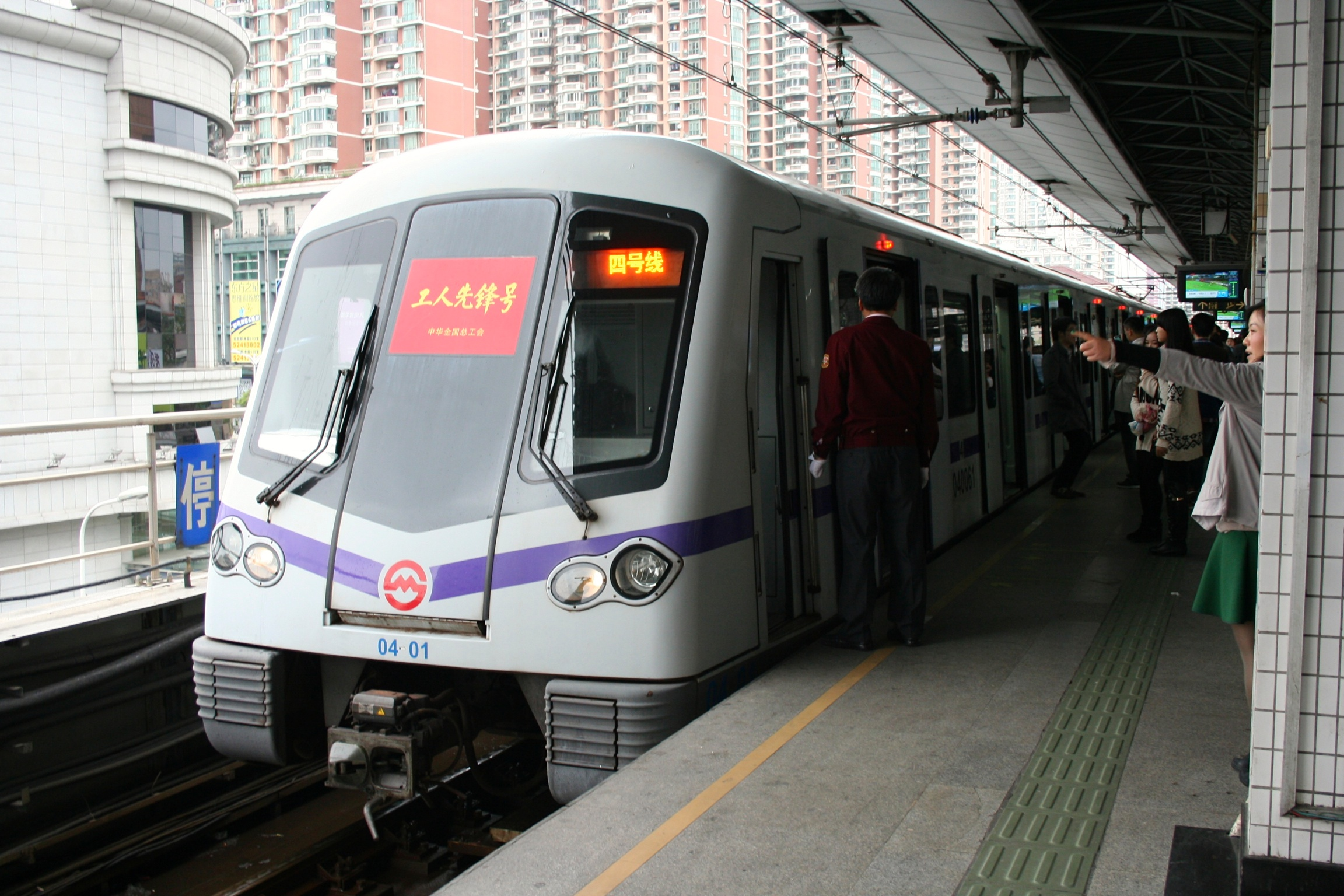
上海軌道交通四號線獲得了全國工人先鋒號稱號，被貼在了上海地鐵AC05型號列車的前方

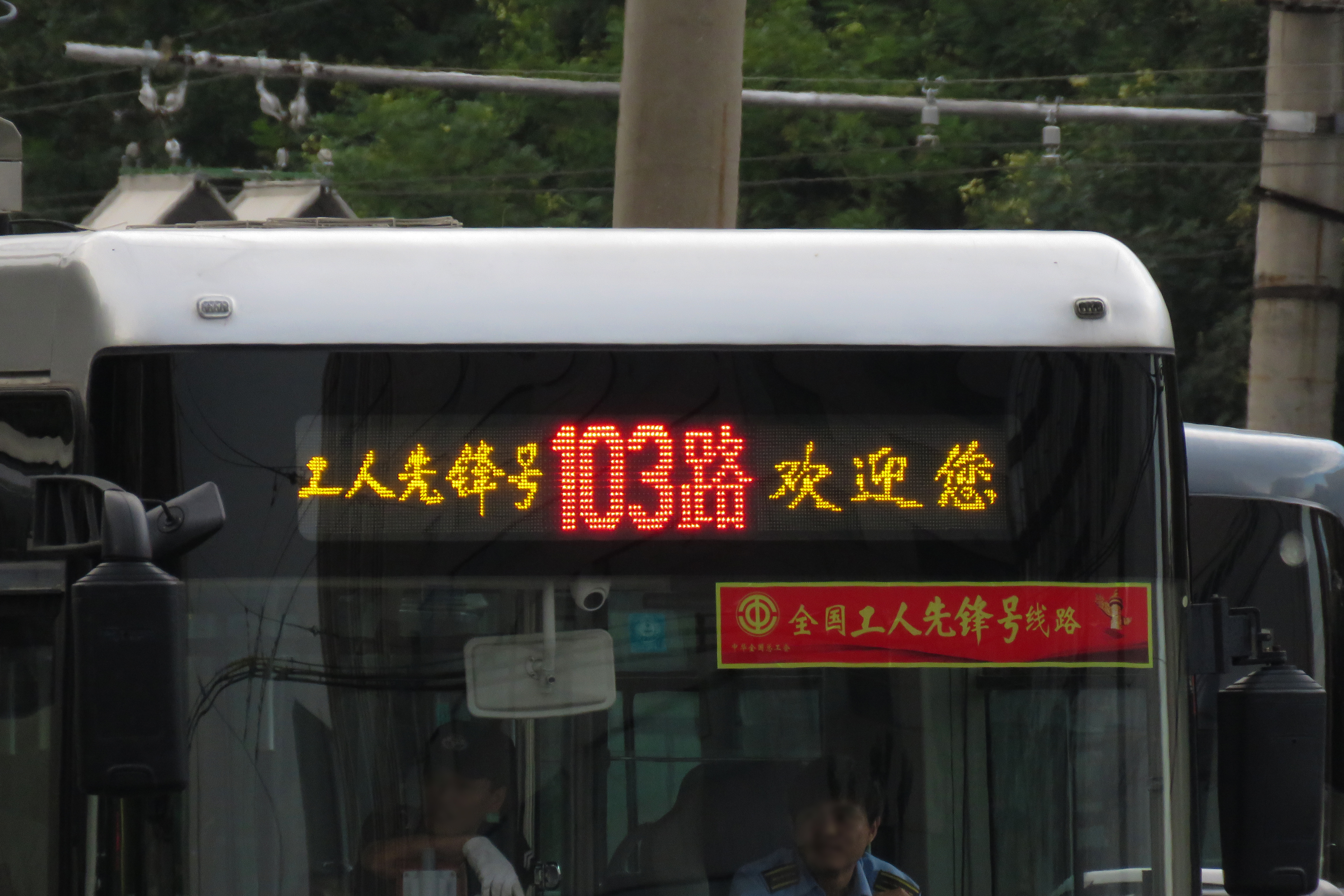
北京公交電車客運分公司103路車隊於2008年4月被命名為全國工人先鋒號，該線使用的車輛除懸掛工人先鋒號標志外，也在電牌上間或顯示“工人先鋒號”字樣

全國“工人先鋒號”，由中華全國總工會頒發，是一個授予中華人民共和國境內各類企事業單位中為推動經濟社會發展做出突出貢獻，並具有時代性、先進性和示範性的車間、工段、班組的獎項。該獎項由中華全國總工會創設於2007年8月31日，通常在每年國際勞動節前後頒發。
獲得全國工人先鋒號稱號的全體，要按中華全國總工會要求在工作現場醒目位置懸掛“工人先鋒號”牌匾，接受公衆監督。

## 评选流程
由基层工会根据“工人先锋号”的基本条件，在充分听取职工意见的基础上推荐申报，经所在省（区、市）总工会考核审查和在当地媒体公示后，上报中华全国总工会审批。
此外，对部分推荐对象，有其它的前置审查程序：
- 申报该奖项的班组所属企业，须经当地县（市）级以上工商、税务、劳动保障、安全监察、环境保护、人口计生等部门审查同意；
- 此外，若涉及国有和国有控股企业，企业及其负责人不仅需要上述部门审查同意，还要经过审计、纪检、监察等部门审查同意；

此外，对获得省级革命烈士称号的个人所在集体，或省（部）级党委作出学习、表彰决定的集体，经省、自治区、直辖市总工会申报，也可授予全国工人先锋号称号。

### 不得授予该奖项的情形
该奖项不授予涉及下列情形的集体：
- 有拖欠职工工资，欠缴职工养老、工伤、医疗、失业、生育保险，违反国家计划生育政策，未组建工会，未建立职代会和集体合同制度，劳动关系不和谐，能源消耗超标，环境污染严重等情形之一的班组所属企业，当年不得申报；
- 发生安全生产事故、严重职业危害或群体性事件的班组所属企业，自事发起三年内不得申报。

### 需要撤销该奖项的情形
全国“工人先锋号”实行动态管理。在下列情形中，由中华全国总工会审核批准，可以收回该称号：
1. 弄虚作假，骗取荣誉的；
2. 发生重大安全生产事故或严重职业危害的；
3. 发生群体性事件，造成恶劣影响的；
4. 拖欠职工工资，欠缴职工养老、工伤、医疗、失业、生育保险等，拒不改正的；
5. 中华全国总工会和省（区、市）总工会将定期或不定期对其工作进行考核检查，不符合条件的限期整改，整改达不到要求的取消称号，收回牌匾[1]。
6. 其他不宜保留荣誉称号的。

## 颁发时间
通常，该奖项在每年国际劳动节前后颁发。但是，对在国际国内有重大影响的事件中，国家经济建设和国防建设中，抢险救灾等危急情况下以及在全国总工会书记处批准的全国示范性劳动竞赛中作出突出贡献的先进集体、班组等，也有零星颁发，这一情况被称为“即时授予”。

## 与全国五一劳动奖状的区别
与全国五一劳动奖状不同，全国“工人先锋号”称号不仅可以颁发给非跨地区的企业、事业、机关、社会组织及其他组织以及驻外机构本身，还可以颁发给各类企事业单位中的车间、工段、班组；通常而言，一个机构获得全国“工人先锋号”是获得全国五一劳动奖状的必要条件，因原则上全国五一劳动奖状的候选单位应从全国“工人先锋号”称号获得者中选取。